# Museo de Historia de la Computación de Liubliana
El Museo de Historia de la Computación de Eslovenia (en esloveno: Računalniški muzej) es un museo en Eslovenia dedicado a preservar la historia de la informática y el patrimonio digital. El museo, que destaca los artefactos informáticos vinculados a la historia mundial de la informática, también presenta una colección sustancial de elementos vinculados a los primeros sistemas informáticos yugoslavos y eslovenos.
Ubicado en el distrito Šiška de Ljubljana, el museo afirma albergar más de 6.500 piezas de colección alojadas dentro de sus 700 m² de superficie. El museo también funciona como hacklab y espacio para eventos para festivales, rodajes de películas, coworking, conferencias, presentaciones públicas y reuniones.Organiza talleres educativos, principalmente para jóvenes, niños de escuelas de Eslovenia e Italia y grupos de visitantes de la región.En la serie de "Laboratorios abiertos", las actividades de taller del personal del museo son abiertas al público, en las cuales, por ejemplo, una réplica de una computadora Apple I es ensamblada.
El Museo de Historia de la Computación está designado Embajador del Patrimonio de Software de la UNESCO y es miembro activo de ICOM y de la red DOORS – Incubadora Digital de Museos.

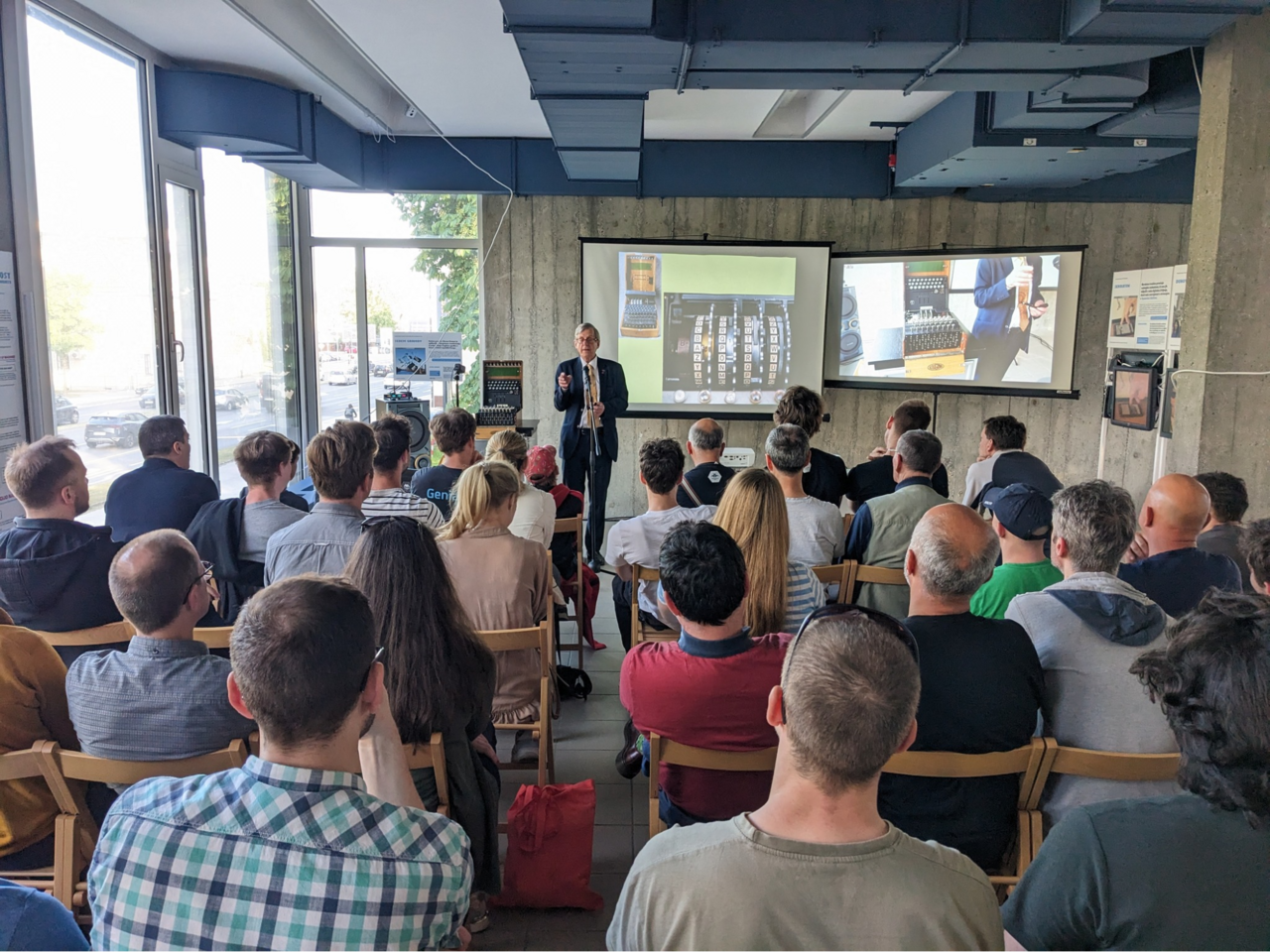
El Dr. Mark Baldwin ofrece una charla sobre la máquina Enigma en el museo

Los orígenes del museo están entrelazados con Cyberpipa (en esloveno: Kiberpipa) un hackerspace que funcionaba como centro cultural y hacklab. Fundado por hackers de Cyberpipa, el museo surgió como una parte integral del espacio hacker, convirtiéndose luego en una entidad separada. Habiendo evolucionado a través de varias encarnaciones desde 2004, el museo inicialmente encontró su hogar en el sótano de una organización estudiantil. Durante un período el museo perdió sus propios espacios de exposición y se centró en realizar exposiciones itinerantes en otras instituciones. En 2017 el museo llamó la atención de un patrocinador, que adquirió una cuarta parte de un edificio brutalista de gran importancia arquitectónica diseñado por Miloš Bonča. Financiaron su renovación, con la visión de transformarlo en el futuro hogar del museo. En 2019 el museo encontró su hogar dentro del antiguo edificio del pabellón comercial.
En 2022, el Museo de Historia de la Computación recibió a Jason Scott, un archivero e historiador de la tecnología estadounidense afiliado a Internet Archive y conocido por su documental BBS: The Documentary, que explora el mundo de los Bulletin Board Systems (BBS).
En 2023, se llevó a cabo una demostración práctica de una auténtica máquina Enigma en las instalaciones del museo. El evento estuvo a cargo del Dr. Mark Baldwin. Los asistentes tuvieron la oportunidad de observar de cerca el artefacto e interactuar con él de primera mano, permitiéndoles tocar, fotografiar e incluso jugar con la máquina.
En 2024, el museo colaboró con Radio Estudiante (en esloveno: Radio Študent) para presentar una transmisión de radio con programas de ZX Spectrum . Los oyentes tuvieron la oportunidad de grabar los tonos de la transmisión en cintas de casete. Al insertar estas cintas en sus computadoras ZX Spectrum, podían cargar juegos de computadora. El juego transmitido durante esta transmisión fue Kontrabant 2, una aventura de texto eslovena donde los jugadores recolectan y contrabandean piezas de microcomputadoras de todo el mundo para ensamblar una computadora que funcione.

## Exposiciones

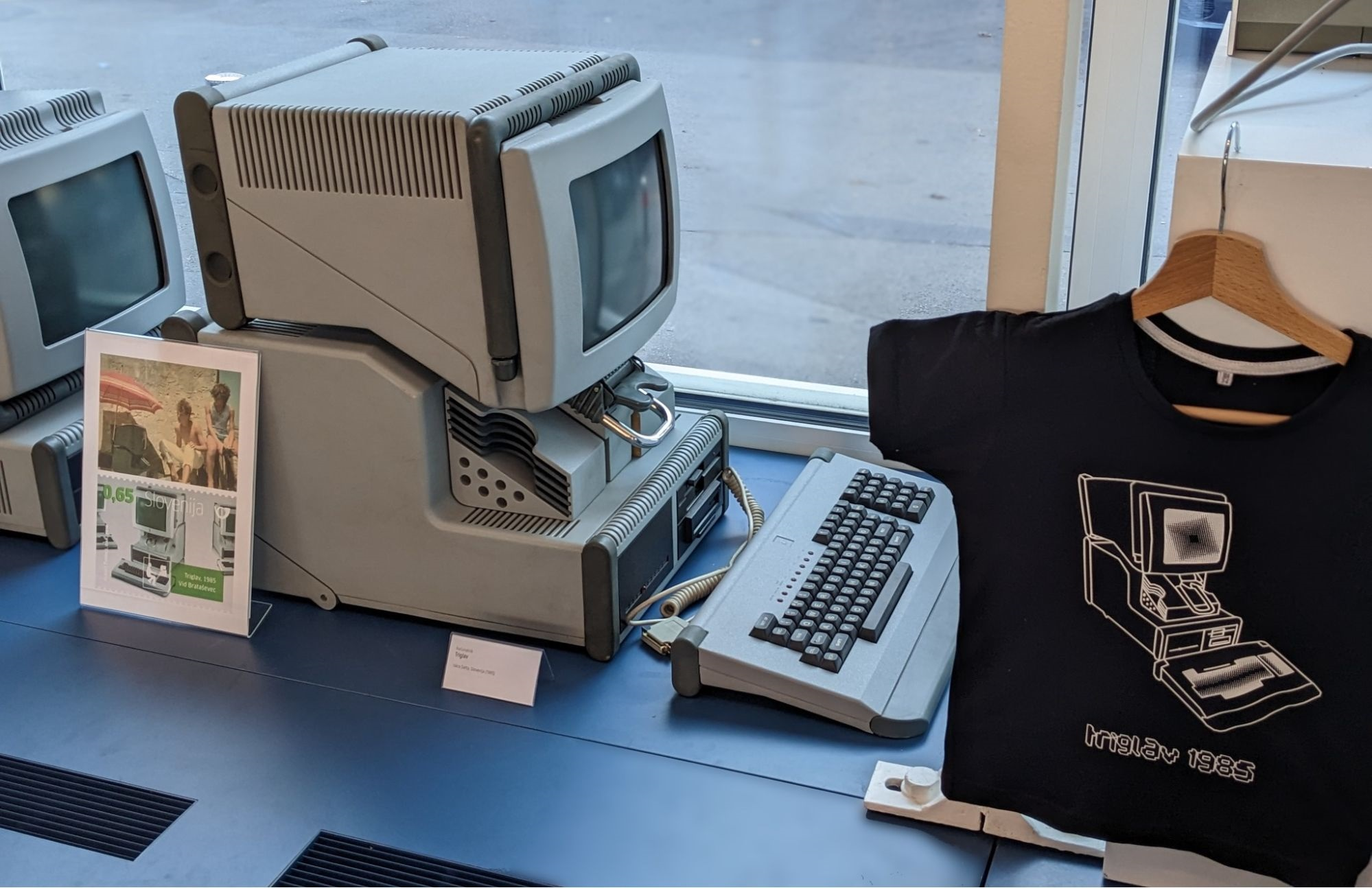
El ordenador esloveno Triglav y una camiseta con su diseño

En cuanto a los dispositivos de archivo de datos y medios de almacenamiento, el museo pretende presentar un escaparate variado. Se exponen las perforadoras de tarjetas IBM 129 e IBM 010, así como tarjetas perforadas y cintas perforadas. Los visitantes pueden participar en juegos clásicos jugando desde discos, cintas o cartuchos. Está presente la colección de antiguos dispositivos de telecomunicaciones de diversos tipos, incluidos los primeros módems y acopladores acústicos.

### Investigación
El equipo del museo profundiza activamente en la historia de la informática en Eslovenia, lo que ha llevado a la publicación de varios artículos en las publicaciones del museo. En particular, han compilado una cronología que destaca el uso inaugural de computadoras en Eslovenia que se remonta a 1956.